# Jermaine Stewart
William Jermaine Stewart, född 7 september 1957 i Columbus i Ohio, död 17 mars 1997 i Homewood i Illinois, var en amerikansk pop- och R&B-sångare, mest känd för hitsingeln "We Don't Have to Take Our Clothes Off" 1986. 

## Uppväxt

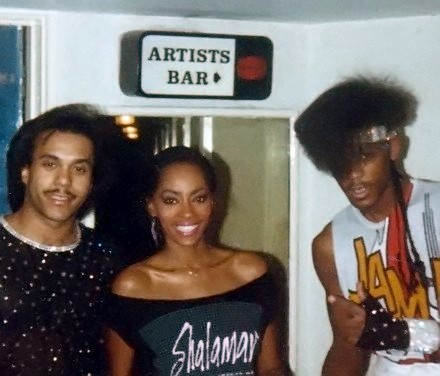
R&B-gruppen Shalamar (på bild, 1982) vilka Stewart jobbade som dansare för innan han fick ett skivkontrakt.

Stewart föddes i Columbus, Ohio till föräldrarna Ethel och Eugene Stewart. 1972 flyttade familjen till Chicago, Illinois, och han började ta sina första steg mot en karriär inom musikbranschen. Han uppmärksammades som en dansare och erbjöds ett jobb i TV-programmet Soul Train där han träffade kollegorna Jody Watley och Jeffrey Daniel. Tillsammans gick trion på audition för den amerikanska R&B-gruppen Shalamar, skapad av Soul Train-grundaren Don Cornelius och Dick Griffrey. Stewart, till skillnad från Watley och Daniel, fick ingen roll i gruppen men tackade istället ja till ett jobb som dansare på Shalamars spelningar runtom i Nordamerika. En tid senare träffade Stewart Culture Club-basisten Mikey Craig som såg hans potential som sångare. Craig hjälpte Stewart att spela in en demo och en kort tid senare fick han även sjunga bakgrundssång på Culture Clubs "Miss Me Blind" (1983).

## Musikkarriär
Efter att ha säkrat ett skivkontrakt med Arista Records kom Stewarts debutsingel "The Word Is Out" (1984) som tillhörde albumet med samma namn. Både låten och albumet blev blygsamma framgångar men Stewart började snabbt jobba på ett nytt album med titeln Frantic Romantic (1986). Från albumet kom hans största hitlåt "We Don't Have to Take Our Clothes Off" som platinacertifierades av RIAA. Uppföljaren "Jody", en hyllning till hans vän Jody Watley, nådde också högt på topplistorna. Stewart jobbade med främst André Cymone på albumuppföljaren Say It Again som kom 1988. Titelspåret nådde topp-fyrtio i USA och sjundeplatsen på Storbritanniens singellista UK Singles Chart. Hans sista studioalbum, What Becomes A Legend Most släpptes 1989. Stewart jobbade på musik nästkommande år som gavs ut på samlingsalbumet Attention: A Tribute to Jermaine Stewart efter hans död.

## Privatliv och död

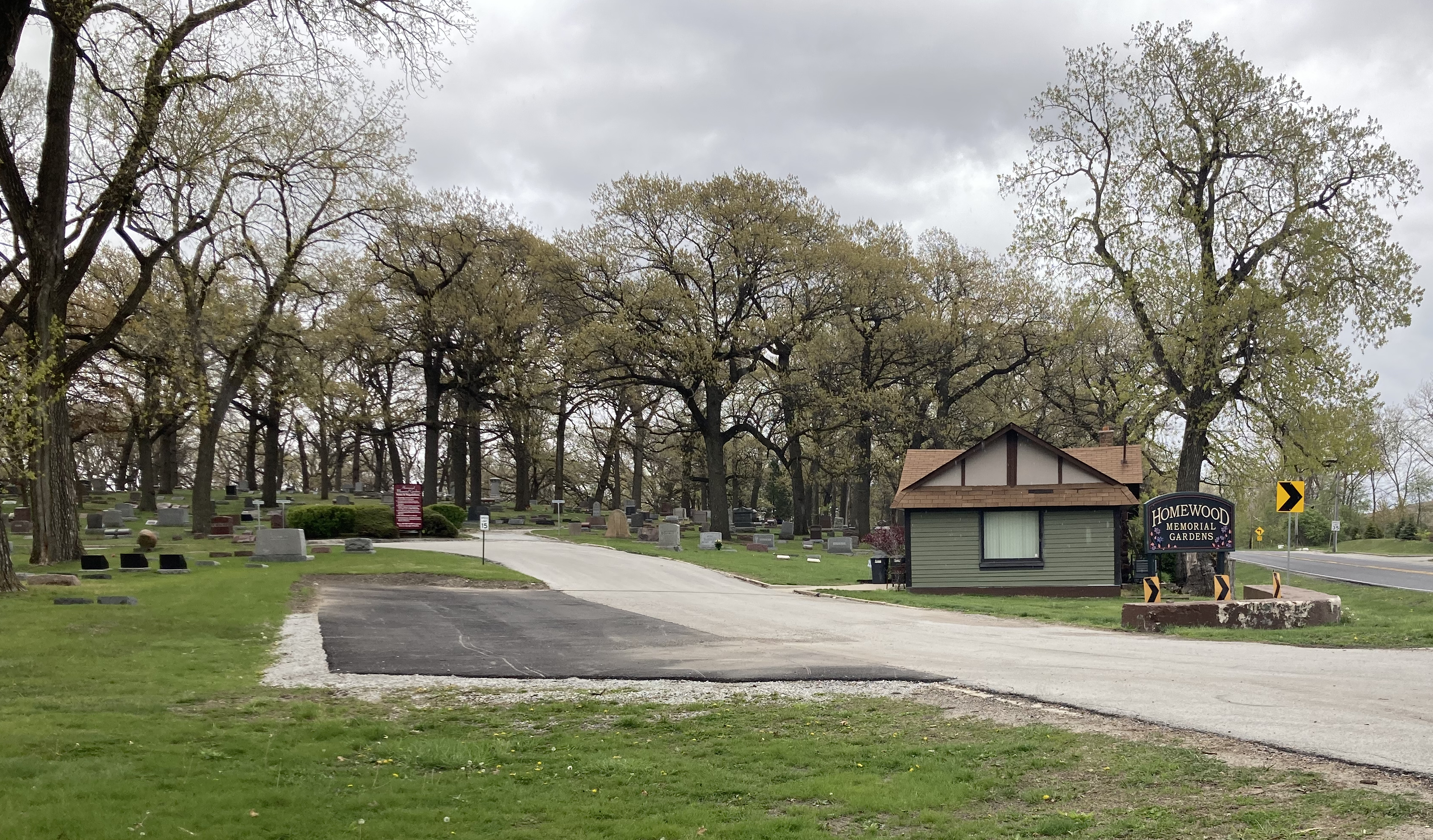
Kyrkogården Homewood Memorial Gardens i Chicago där Stewart är begravd.

Stewart var homosexuell men, som många andra musikartister under 1980-talet, inte öppen med sin läggning. Han avled till följd av AIDS-relaterad levercancer den 17 mars 1997, 39 år. Lite var känt om Stewarts sista tid i livet. I en intervju från 2022 berättade Monstah Black från musikduon The Illustrious Blacks: "Vi hade en vän som höll Stewart sällskap hans sista månader i livet. Han berättade att Stewart var väldigt omtänksam men att inte så många kom och stöttade honom på grund av AIDS-stigmatiseringen".
Stewart begravdes på Homewood Memorial Gardens i Chicago. Hans gravplats saknade gravsten i 17 år tills ett fan betalade för en anonymt 2014.

## Arv och inflytande
Stewart erkändes av Billboard 2019 som en banbrytare vars musik och stil banade vägen för andra HBTQ-artister nästkommande decennier. I juni 2024 listade Dig! Stewart på plats 29 bland 50 av de främsta HBTQ-pionjärerna i historien. Musikjournalisten Connor Winyard ansåg att Stewart fått oförtjänt lite uppmärksamhet under sin tid i livet.

## Diskografi
- The Word Is Out (1984)
- Frantic Romantic (1986)
- Say It Again (1988)
- What Becomes A Legend Most (1989)
- Attention: A Tribute to Jermaine Stewart (2005)